# Гусарчай (село)
Гусарчай (азерб. Qusarçay, лезг. Кусарчай) — село в Хачмазском районе Азербайджана, расположенное на реке Гусарчай.
Население 4 776 жителей. Состав населения многонациональный, наряду с азербайджанцами значительную часть составляют таты и лезгины.